# Comunicação por fibra óptica

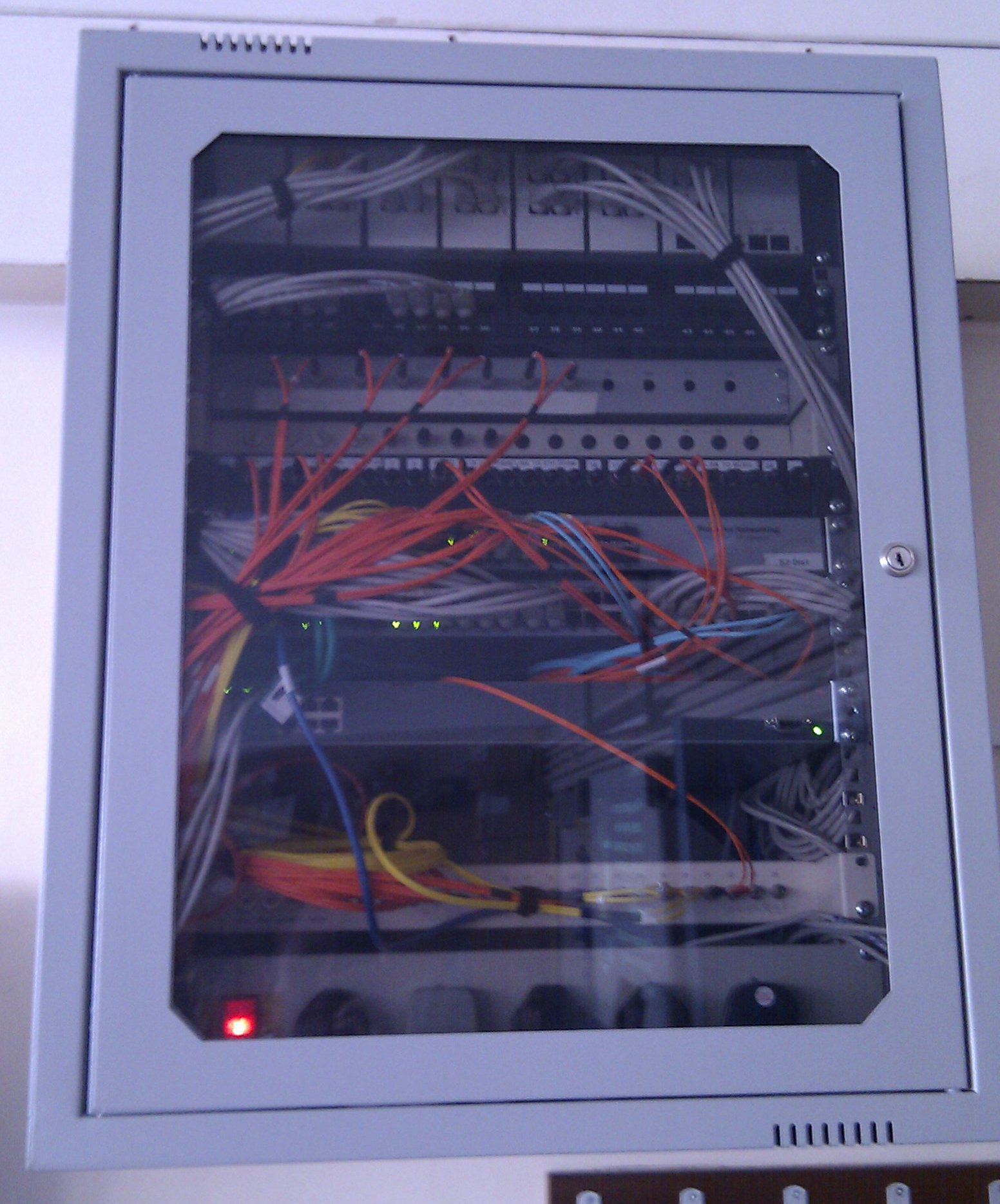
Uma caixa de junção de fibra óptica. Os cabos amarelos são fibras ópticas de modo único; os cabos laranja e azuis são fibra ópticas multimodo: 62.5/125 µm OM1 e 50/125 µm OM3, respectivamente.

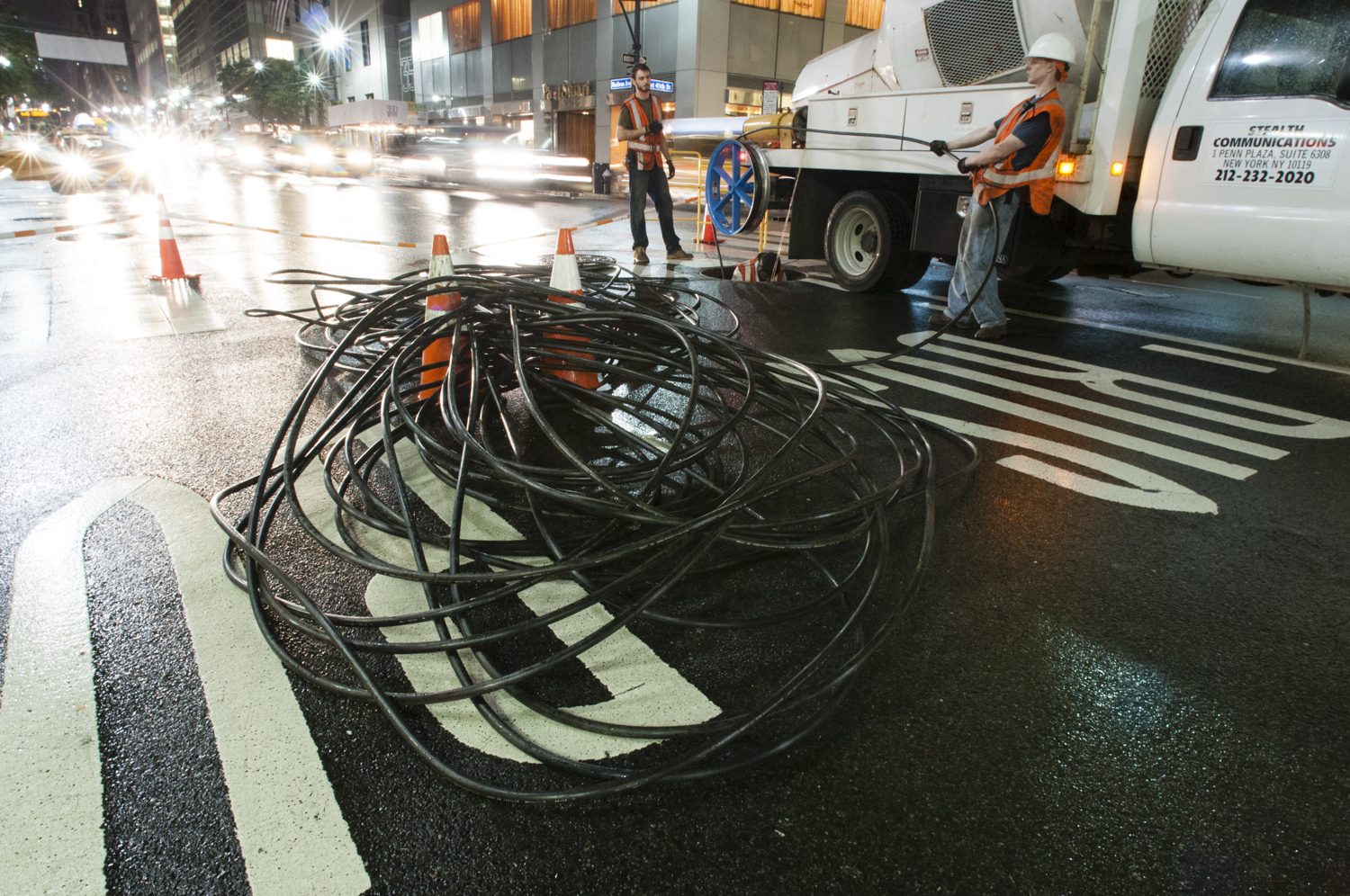
Empresa Stealth instalando um cabo escuro de fibra escura de 432 linhas por baixo das ruas de Midtown Manhattan, na cidade de Nova York.

Comunicação por fibra óptica é um método de transmissão de informações de um lugar para outro enviando pulsos de luz através de uma fibra óptica. A luz forma uma onda portadora eletromagnética que é modulada para transportar informação. As fibras ópticas são preferidas em detrimento do cabeamento elétrico quando são necessárias largura de banda, longa distância ou imunidade a interferência eletromagnética.
Fibra óptica é usada por muitas empresas de telecomunicações para transmitir sinais de telefone, comunicação de Internet e sinais de televisão a cabo. Pesquisadores no Bell Labs atingiram velocidades de internet de mais de 100 petabit×quilômetro por segundo usando comunicação por fibras ópticas. Em 2020, cientistas testaram e registraram a maior velocidade de dados da Internet do mundo, a partir de um único chip óptico - capaz de baixar 1000 filmes de alta definição em uma fração de segundo. Os cientistas conseguiram atingir uma velocidade de dados de 44,2 Terabits por segundo (Tbps) a partir de uma única fonte de luz.